# Antonio Posada
Antonio Posada Carnerero (Sevilla, 15 de abril de 1905-Madrid, 28 de febrero de 1986) fue un torero español.

## Biografía
Antonio Posada nació el 15 de abril de 1905 en Sevilla, falleció el 28 de febrero de 1986 con 80 años en Madrid.
Fue hijo de Francisco Posada y hermano del matador de toros también Francisco Posada, su sobrino fue Juan Barranco Posada y sus nietos Ambel Posada y Posada de Maravillas.
Tras su retirada siguió en el mundo del toro en las tareas de apoderamiento de varios espadas.

## Carrera profesional
Mató su primer becerro con 12 años en 1917, al año siguiente en 1918 se vistió por primera vez de luces en La Línea de la Concepción.
En su última temporada de novillero, 1922 toreo 21 novilladas
Tomó la alternativa el 23 de septiembre de 1923 en Sevilla con Rafael Gómez "Gallo" de padrino y José García Algabeño de testigo con toros de Félix Suárez.
En la feria de abril de 1924 torea un total de cuatro tardes de las cinco programadas para dicha feria, el 30 de abril toreó su última tarde en la que cortó una oreja pero también resultó herido, alternaba esa tarde con Chicuelo y Algabeño con toros de Conde de la Corte.
Confirma alternativa en las Ventas el 5 de junio de 1924 teniendo de padrino a Victoriano Roger y de testigo a Marcial Lalanda con toros de Sánchez Rico, esa tarde salió por la puerta grande.
Se retiró el 16 de julio de 1940 en Barbate de Franco en un mano a mano junto a Pepe Gallardo con toros de Domecq.